# Al Quţayfah
Al Quţayfah (arabiska: القطيفة, قطيفة) är en distriktshuvudort i Syrien.   Den ligger i provinsen Rif Dimashq, i den sydvästra delen av landet, 40 kilometer nordost om huvudstaden Damaskus. Al Quţayfah ligger 934 meter över havet och antalet invånare är 16 118.
Terrängen runt Al Quţayfah är kuperad åt sydväst, men åt nordost är den platt. Närmaste större samhälle är Jayrūd, 15,0 kilometer nordost om Al Quţayfah. 
Trakten runt Al Quţayfah är ofruktbar med lite eller ingen växtlighet. Runt Al Quţayfah är det ganska tätbefolkat, med 75 invånare per kvadratkilometer.